# Oratoria deliberativa
Una oratoria deliberativa es un tipo de oratoria donde un grupo de discusión aporta opiniones a fin de tomar decisiones.
Se practica en reuniones programadas, informadas con la debida antelación, a fin de que los participantes puedan interiorizarse sobre el o los temas a tratar.
Los participantes discuten, alternadamente, cada uno de los temas previstos.
Entre los participantes se elige un coordinador, que guiará el desarrollo de la reunión. Si surgen posiciones claramente opuestas, esté puede decidir también realizar votaciones.
Las cuatro estrategias de oratoria deliberativa más utilizadas son: el foro, la teatralización, el debate y la mesa redonda. 